# Ligamentum umbilicale medianum
Das Ligamentum umbilicale medianum (lateinisch für ‚mittiges Nabelband‘) ist ein Bindegewebstrang, der zwischen dem Bauchnabel und dem Scheitel der Harnblase an der Innenseite der vorderen Bauchwand verläuft. Er stellt den Überrest des fetalen Harngangs (Urachus) dar. Unterbleibt diese Rückbildung, entsteht eine Urachusfistel.
Das Ligamentum umbilicale medianum wirft dabei eine Serosafalte, die Plica umbilicalis mediana auf. Zwischen dieser Falte und den beiden Plicae umbilicales mediales (den Serosafalten der ehemaligen Nabelarterien) befindet sich beidseits die dreieckige Fossa supravesicalis. Das mittige Nabelband ist eine Orientierungsstruktur bei der Laparatomie.